# A Small Circle of Friends
A Small Circle of Friends es una película estadounidense de drama de 1980 dirigida por Rob Cohen Y protagonizada por Brad Davis, Karen Allen, Shelley Long, Jameson Parker y Peter Mark. Fue distribuida por United Artists.

## Sinopsis
La película sigue la vida de tres estudiantes (Davis, Allen y Parker) de la Universidad de Harvard y el Radcliffe College en la década de 1960.

## Soundtrack
La banda sonora interpreta música instrumental compuesta por Jim Steinman.

## Producción
Algunas escenas del exterior fueron filmadas 37 millas al sur de Cambridge en la Bridgewater State College en Bridgewater, Massachusetts después de que Harvard declinara el permiso de filmar en su campus. Otras escenas fueron filmadas en el MIT, y otros colegios locales.